# If (revista)
If, Worlds of Science Fiction o simplemente If fue una revista estadounidense de ciencia ficción lanzada en marzo de 1952 por Quinn Publications, propiedad de James L. Quinn. Su primer editor fue Paul W. Fairman, pero tras las decepcionantes cifras de circulación, fue despedido tras tres ediciones. El propio Quinn optó por ocupar el cargo hasta que en 1959 vendió la revista a la Galaxy Publishing de Robert Guinn, editora de la revista Galaxy Science Fiction. En 1969, Guinn vendió todas sus revistas a Universal Publishing and Distribution (UPD). Esta fusionaría la revista con Galaxy tras el número 175º de diciembre de 1974.
If tuvo un éxito moderado, aunque nunca fue considerada como una revista de ciencia ficción de primera línea. Alcanzó su mayor reconocimiento bajo la dirección de Frederik Pohl, ganando el premio Hugo a la mejor revista profesional durante tres años consecutivos desde 1966 a 1968. La revista publicó diversas historias premiadas durante sus 22 años de existencia, incluyendo la novela La Luna es una cruel amante de Robert A. Heinlein y el cuento No tengo boca y debo gritar de Harlan Ellison. Varios reconocidos escritores escritores de ciencia ficción vendieron su primera historia a If, entre ellos Larry Niven cuya historia The Coldest Place apareció en el número de diciembre de 1964.

## Historia de la publicación
Aunque la ciencia ficción había sido publicada antes de la década de 1920, no comenzó a configurarse como género sino hasta la aparición de Amazing Stories en 1926, una revista pulp publicada por Hugo Gernsback. A fines de la década de 1930, el campo estaba pasando por su primer auge, sin embargo, la Segunda Guerra Mundial y la consecuente falta papel llevó a la desaparición de varios títulos. A fines de 1940 el mercado comenzó a recuperarse, pasando de un mínimo de ocho revistas activas en 1946 a 20 en 1950, hasta llegar a 22 publicaciones en 1954. If fue lanzada a mediados de este segundo auge editorial.

### Origen y década de 1950
Los orígenes de If pueden ser trazados hacia 1948 y 1949, cuando Raymond Palmer gestó dos revistas mientras trabajaba para Ziff-Davis en Chicago: Fate y Other Worlds. Fate publicaba artículos sobre fenómenos paranormales y sobrenaturales, mientras que Other Worlds era una revista de ciencia ficción; las dos fueron lo suficientemente exitosas como para atraer la atención de James L. Quinn, un editor de Nueva York. Cuando Ziff-Davis se trasladó a dicha ciudad a finales de 1950, Paul W. Fairman, un escritor prolífico, se unió a ellos y entabló contacto con Quinn, quien decidió fundar un par de revistas siguiendo el modelo de Palmer: una de estas revistas fue la de no ficción titulada Strange y la otra If.
El primer número de If fue lanzado en marzo de 1952 con Fairman como editor, y contó con historias de Richard Shaver, Raymond Palmer y Howard Browne, todos ellos escritores asiduos de las revistas de Ziff-Davis. Cuando la tercera edición llegó a los quioscos, las decepcionantes cifras de ventas del primer número se encontraban en el escritorio de Quinn, quien tras despedir a Fairman, decidió ocupar el puesto de editor. La primera edición de su mandato fue realizada en julio de 1952, y continuó como redactor jefe durante algunos años, trabajando con Ed Valigursky como editor de arte —quien diseñó varias portadas llamativas, incluyendo algunas obras de arte de características inusuales para la época, y que ayudaron a mejorar la circulación. Quinn comenzó a buscar un editor de reemplazo: el escritor Lester del Rey rechazó el trabajo (una decisión que reconocería más tarde, lamentaría), mientras que Quinn invitó a Larry T. Shaw, un activo aficionado a la ciencia ficción que le había vendido unas cuantas historias. Shaw se unió en mayo de 1953 como editor asociado y pronto comenzó a escribir editoriales (comenzando con el número de septiembre de 1953) y a apoyar con la selección de historias; la calidad de la revista mejoró rápidamente y pronto Quinn sintió que la revista podía ser capaz editar un número mensual, en vez de la periodicidad bimensual existente. Tras un año de trabajo, Shaw abandona la revista y Quinn reanuda sus plenas responsabilidades editoriales.
A finales de 1953, Quinn decidió realizar un concurso de cuentos para escritores nóveles, por lo que fue abierto solo a estudiantes universitarios que no habían vendido un cuento antes. El primer premio era de 1000 dólares, el segundo premio de 500, y cinco premios de 100 para la misma cantidad de finalistas; tras la apertura, se recibieron trabajos de escritores que posteriormente serían notoriamente conocidos, incluyendo a Harlan Ellison, Roger Zelazny y Andrew J. Offutt, cuya historia And Gone Tomorrow sobre un hombre que inesperadamente es enviado un centenar de años hacia el futuro, ganó el primer premio y apareció en el número de diciembre de 1954. El segundo de los siete ganadores que se anunciaron y tuvieron posteriormente una carrera como escritor adscrito al género de la ciencia ficción fue Leo P. Kelley. Tras este certamen, Quinn decidió cambiar la periodicidad de If a mensual, siendo la primera con estas características la edición de marzo de 1954, debido probablemente a un aumento de la competencia y lectores. Dicha decisión fue revertida en la edición de junio de 1950, dada la baja circulación.
En 1957, la American News Company, una de las mayores distribuidoras de revistas, fue liquidada. Casi todas las revistas de ciencia ficción tenían que encontrar un nuevo distribuidor, y las pequeñas empresas independientes que quedan en el mercado a menudo exigían una periodicidad de publicación mensual, así como también un formato más grande; así, muchas de las revistas no tenían los ingresos por publicidad necesarios que permitieran apoyar estos cambios, por lo que en los dos o tres años siguientes, muchas de ellas habían desaparecido: el número de revistas de ciencia ficción publicadas cayó desde 46 en 1953 hasta menos de una docena a finales de la década. Durante un tiempo, fue difícil encontrar a If en los quioscos, pero sobrevivió. Quinn probó el formato slick (uso de papel brillante, al contrario del más barato utilizado para las pulps y digest) en la revista Space Age, que se lanzó en noviembre de 1958, sin embargo, el experimento no tuvo éxito. En un intento por mejorar la circulación de If, se contrató al escritor Damon Knight, cuya primera edición fue publicada en octubre de 1958; tras dicha decisión, la circulación no aumentó —en parte debido a los problemas con la distribución— por lo que a comienzos de 1959, Quinn decidió vender la revista. El último número de Knight fue el editado en febrero de 1959.

### Inicios de la década de 1960
El nuevo propietario de If fue Robert Guinn de Galaxy Publishing. El cambio de titularidad fue brusco y dio lugar a un retraso en la publicación, apareciendo el primer número bajo la nueva editorial recién en julio de 1959. El editor fue H. L. Gold, quien también era editor de Galaxy Science Fiction, cuya periodicidad había cambiado desde mensual a bimensual a principios de 1959; así, tanto If como Galaxy comenzaron a aparecer alternadamente durante un par de años. En un artículo retrospectivo de 1975, Gold comentó que su política con la revista era experimentar, usando a nuevos escritores que todavía no se habían establecido. Según el historiador Mike Ashley, el efecto de dicha política fue que If se convirtió en la más débil de las dos revistas, publicando historias que eran de calidad inferior a las que Gold seleccionaba para Galaxy.
Frederik Pohl se hizo cargo de la dirección editorial de ambas revistas en 1961. Gold había tenido un accidente automovilístico que había traído serias consecuencias en su salud lo que había impedido que retomara sus labores de editor. Pohl, quien había estado ayudando de forma intermitente a Gold con sus tareas editoriales antes del accidente, aparece por primera vez consignado como editor a cargo de If en noviembre de 1961, y como editor de Galaxy en diciembre de 1961, a pesar de que ya ocupaba este cargo para ambas revistas al menos seis meses antes.

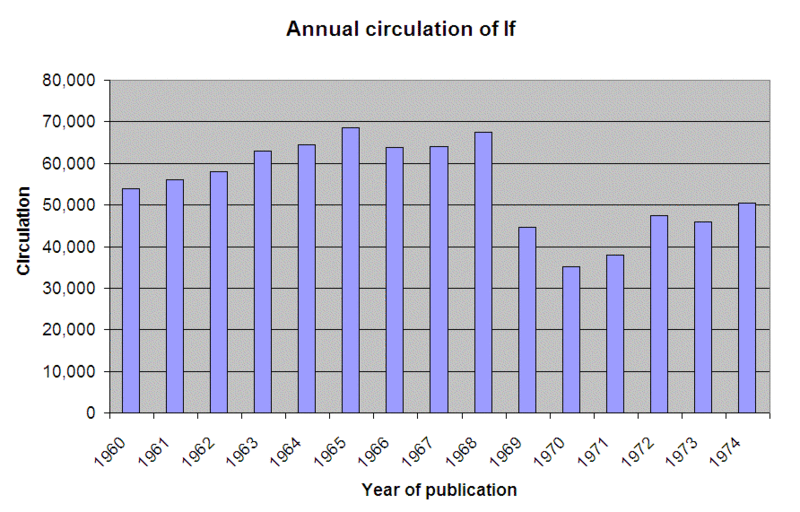
Circulación anual de If desde 1960 a 1974.

Por cada historia que Pohl adquiría para If, pagaba un centavo por palabra, mientras que para Galaxy pagaba tres centavos; así, Pohl catalogaba a esta última como la revista principal, mientras que If era considerada como una publicación destinada a experimentar y donde se podía trabajar con escritores nóveles. Esto se convirtió en un puntal de su comercialización cuando una carta de un lector, Clayton Hamlin, llevó a Pohl a decidir que iba a publicar a un nuevo escritor por cada número de la revista, a pesar de que también fue capaz de atraer a escritores bien conocidos. Cuando Pohl comenzó su tarea como editor, ambas revistas operaban con pérdidas; a pesar del bajo presupuesto de If, Pohl la encontraba más divertida, y comentaba que aparentemente los lectores pensaban lo mismo: fue capaz de mejorar los indicadores financieros de If antes que Galaxy, agregando que «lo divertido para mí parece ser divertido para ellos».
En abril de 1963, Galaxy Publishing lanzó a la venta la primera edición de Worlds of Tomorrow, otra revista de ciencia ficción que también fue editada por Pohl. La revista fue rentable y publicó material muy bien recibido, sin embargo, Guinn decidió en 1967 que sería mejor reanudar la periodicidad mensual de Galaxy —que junto con Worlds of Tomorrow se publicaban cada dos meses, mientras que If era mensual. Con la edición de agosto de 1967, Worlds of Tomorrow se fusionó con If, aunque tuvo que pasar un año antes que Galaxy se transformara en una edición mensual. En este momento If ya se había convertido en una revista mensual nuevamente, comenzando con el número de julio de 1964 (aunque el programa de decisión tuvo un contratiempo inicial, no publicándose el número de septiembre de 1964).
La circulación aumentó de 64 000 en 1965 a 67 000 en 1967; el modesto aumento de 5% sólo fue superado por Analog, e If ganó el Premio Hugo a la mejor revista profesional de ciencia ficción durante tres años consecutivos. Sin embargo, en marzo de 1969, Robert Guinn vendió sus cuatro revistas a Arnold Abramson de Universal Publishing and Distribution Corporation (UPD), incluyendo Galaxy e If. Pohl estaba en Río de Janeiro cuando se enteró de la noticia, y decidió renunciar a su cargo como editor en lugar de continuar bajo la nueva administración. Él había estado evaluando retornar a su carrera como escritor desde hace algún tiempo, y el cambio en la titularidad de las revistas, precipitó su decisión.

### Decadencia y fusión conGalaxy
El nuevo editor fue Ejler Jakobsson, aunque Pohl continuó figurando como editor emérito hasta la edición de julio-agosto de 1970. Gran parte de la labor editorial fue en realidad llevada adelante por Judy-Lynn Benjamin, que fue contratada por Pohl en 1969 como asistente editorial. El nuevo régimen no logró impresionar a los lectores, y la circulación se redujo desde los 67 000 ejemplares del número de octubre de 1968 a menos de 45 000 al año siguiente, con una caída de más del 30%. If se convirtió en una edición bimensual en mayo de 1970, mientras que Abramson trató de manejar la frecuencia de varios de sus títulos para maximizar las ganancias; el número de páginas y el precio también se ajustaron más de una vez durante el año siguiente, lo que aumento nuevamente la rentabilidad. Abramson también comenzó la distribución de If en el Reino Unido, reimprimiéndola con una portada distinta y un precio en moneda británica. Las cifras de circulación de la época muestran un aumento de alrededor de 6000 copias, pero no está claro si esto incluye a las ventas en el mercado inglés.
En mayo de 1973, Judy-Lynn Benjamín (Judy-Lynn del Rey desde su matrimonio con Lester del Rey en 1971) renunció. Fue reemplazada brevemente por Albert Dytch, quien tras cuatro meses de trabajo renunció; en agosto de 1973, James Baen se unió a UPD y fue nombrado redactor jefe de If a partir del número de enero de 1974, y redactor jefe un número más tarde; Jakobsson fue listado como editor emérito hasta el número de agosto de 1974. Baen no tuvo muchas oportunidades de trabajar con If debido a que los problemas financieros de la UPD combinados con el aumento del costo de papel —como consecuencia del alza del precio del petróleo— derivaron en la decisión de fusionar If con Galaxy. A pesar de que en 1974 la circulación de If había superado a Galaxy por primera vez, fue esta última la que se mantuvo, e If se fusionó con ella a partir de la edición de enero de 1975.
En 1986 se hizo un intento de revivir a If como una revista semi-profesional. El único número —lanzado en septiembre-octubre de 1986— fue editado por Clifford Kong.
Ocho selecciones de historias de If han sido publicadas. Dos de ellas fueron editadas por Quinn: The First World of If (1957) y The Second World of If (1958); cuatro por Pohl: The Best Science Fiction from If (1964), The If Reader of Science Fiction (1966), The Second If Reader of Science Fiction (1968) y Worlds of If (1986); y dos por Jakobsson, ambas publicadas como The Editors of If: The Best from If (1973) y The Best from If Vol II (1974).

## Contenido y recepción
| | Ene  | Feb | Mar  | Abr | May  | Jun | Jul  | Ago | Sep  | Oct | Nov  | Dic |
| --- | ---- | --- | ---- | --- | ---- | --- | ---- | --- | ---- | --- | ---- | --- |
| 1952 |      |     | 1/1  |     | 1/2  |     | 1/3  |     | 1/4  |     | 1/5  |     |
| 1953 | 1/6  |     | 2/1  |     | 2/2  |     | 2/3  |     | 2/4  |     | 2/5  |     |
| 1954 | 2/6  |     | 3/1  | 3/2 | 3/3  | 3/4 | 3/5  | 3/6 | 4/1  | 4/2 | 4/3  | 4/4 |
| 1955 | 4/5  | 4/6 | 5/1  | 5/2 | 5/3  | 5/4 | 5/5  |     | 5/6  |     | 6/1  |     |
| 1956 |      | 6/2 |      | 6/3 |      | 6/4 |      | 6/5 |      | 6/6 |      | 7/1 |
| 1957 |      | 7/2 |      | 7/3 |      | 7/4 |      | 7/5 |      | 7/6 |      | 8/1 |
| 1958 |      | 8/2 |      | 8/3 |      | 8/4 |      | 685 |      | 8/6 |      | 9/1 |
| 1959 |      | 9/2 |      |     |      |     | 8/6  |     | 9/4  |     | 9/5  |     |
| 1960 | 9/6  |     | 10/1 |     | 10/2 |     | 10/3 |     | 10/4 |     | 10/5 |     |
| 1961 | 10/6 |     | 11/1 |     | 11/2 |     | 11/3 |     | 11/4 |     | 11/5 |     |
| Números de If desde 1952 a 1961. Se muestra en formato volumen/número. Los editores fueron Paul W. Fairman (amarillo), James L. Quinn (azul), Larry T. Shaw (rosado), Quinn nuevamente (azul), Damon Knight (púrpura) y H.L. Gold (verde). |      |     |      |     |      |     |      |     |      |     |      |     |

El primer número de If, datado en marzo de 1952, salió a la venta el 7 de enero de ese año. La historia principal fue Twelve Times Zero de Howard Browne, un misterioso asesinato con una resolución de ciencia ficción; otras historias publicadas eran de Ray Palmer, Richard Shaver y Phillips Rog, todos los escritores relacionados con las revistas de Ziff-Davis. Browne era el editor de Amazing Science Fiction, la revista líder de la época, y que había dado a Fairman el puntapié inicial a su carrera a finales de 1940.
Fairman estaba familiarizado con la estabilidad de los escritores de Ziff-Davis, y su preferencia por ellos era un reflejo de su experiencia, aunque esto no necesariamente era muy útil para la revista —él se refirió a la adquisición de la historia de Browne como «la primicia del siglo» y habló en términos elogiosos de él en una nota introductoria a pesar de que Browne tenía la reputación de detestar a la ciencia ficción. Además de la ficción y el editorial de Fairman, había una columna de cartas, un perfil de Wilson Tucker, una selección de noticias científicas, un editorial de Ken Slater —un fan británico muy conocido—, y una crítica positiva al programa de televisión Tales of Tomorrow.
Tras el despido de Fairman y la contratación de Larry Shaw, la revista mejoró significativamente y publicó varios cuentos muy bien recibidos, incluyendo A Case of Conscience de James Blish en el número de septiembre de 1953, una historia sobre un sacerdote jesuita en un planeta de extraterrestres sin religión pero aparentemente libres de pecado, y que se convertiría posteriormente en la primera parte de una novela homónima de Blish ganadora del Premio Hugo. Las revistas de ciencia ficción dominante de la década de 1950 fueron Astounding, Galaxy, y Fantasy and Science Fiction, aunque If estaba en un rango superior en términos de calidad: el historiador Frank M. Robinson, por ejemplo, describe a If como «el más grande dentro de los pequeños». Entre los escritores más conocidos que aparecieron en If durante esta década se encuentran Harlan Ellison y Arthur C. Clarke: la versión breve original de The Songs of Distant Earth de Arthur C. Clarke apareció en la edición de junio de 1958, mientras que la historia ampliamente reproducida de Isaac Asimov titulada The Feeling of Power apareció en febrero de 1958.
| | Ene  | Feb  | Mar   | Abr  | May   | Jun  | Jul   | Ago  | Sep  | Oct   | Nov   | Dic   |
| --- | ---- | ---- | ----- | ---- | ----- | ---- | ----- | ---- | ---- | ----- | ----- | ----- |
| 1962 | 11/6 |      | 12/1  |      | 12/2  |      | 12/3  |      | 12/4 |       | 12/5  |       |
| 1963 | 12/6 |      | 13/1  |      | 13/2  |      | 13/3  |      | 13/4 |       | 13/5  |       |
| 1964 | 13/6 |      | 14/1  |      | 14/2  |      | 14/3  | 14/4 |      | 14/5  | 14/6  | 14/7  |
| 1965 | 15/1 | 15/2 | 15/3  | 15/4 | 15/5  | 15/6 | 15/7  | 15/8 | 15/9 | 15/10 | 15/11 | 15/12 |
| 1966 | 16/1 | 16/2 | 16/3  | 16/4 | 16/5  | 16/6 | 16/7  | 16/8 | 16/9 | 16/10 | 16/11 | 16/12 |
| 1967 | 17/1 | 17/2 | 17/3  | 17/4 | 17/5  | 17/6 | 17/7  | 17/8 | 17/9 | 17/10 | 17/11 | 17/12 |
| 1968 | 18/1 | 18/2 | 18/3  | 18/4 | 18/5  | 18/6 | 18/7  | 18/8 | 18/9 | 18/10 | 18/11 | 18/12 |
| 1969 | 19/1 | 19/2 | 19/3  | 19/4 | 19/5  |      | 19/6  |      | 19/7 | 19/8  | 19/9  | 19/10 |
| 1970 | 20/1 | 20/2 | 20/3  | 20/4 | 20/5  |      | 20/6  |      | 20/7 |       | 20/8  |       |
| 1971 | 20/9 |      | 20/10 |      | 20/11 |      | 20/12 |      | 21/1 |       | 21/2  |       |
| 1972 | 21/3 |      | 21/4  |      | 21/5  |      | 21/6  |      | 21/7 |       | 21/8  |       |
| 1973 | 21/9 |      | 21/10 |      | 21/11 |      | 21/12 |      | 22/1 |       | 22/2  |       |
| 1974 | 22/3 |      | 22/4  |      | 22/5  |      | 22/6  |      | 22/7 |       | 22/8  |       |
| Números de If desde 1962 a 1974. Se muestra en formato volumen/número. Los editores fueron Frederik Pohl (naranjo), Ejler Jakobsson (rosado) y James L. Baen (plomo). |      |      |       |      |       |      |       |      |      |       |       |       |

La conducción de Pohl es considerada como la etapa de mayor apogeo de la revista; los tres premios Hugo consecutivos ganados desde 1966 hasta 1968 quebró el largo período en que éste había sido monopolizado por Analog (el nombre al que Astounding cambió en 1960) y Fantasy and Science Fiction. Frank Robinson comentó que «Pohl fue el único que se sorprendió cuando ganó tres Hugos consecutivos por la edición de If. Ha sido muy divertido, y esta diversión se mostraba». El cuento de Niven titulado Neutron Star apareció en 1967, y No tengo boca y debo gritar de Harlan Ellison apareció en 1968; ambos ganaron el Premio Hugo. Pohl también logró asegurar una nueva novela Skylark, Skylark DuQuesne de E. E. Smith, cuya serie se había iniciado en la década de 1920 y todavía era popular entre los lectores. Pohl, también adquirió The Expendables de A. E. van Vogt, la primera historia de este escritor tras 14 años, lo que atrajo lectores hacia la revista durante mucho tiempo. Otro golpe fue la serialización de las tres novelas de Robert A. Heinlein, incluyendo a la premiada La Luna es una cruel amante, que se publicó en cinco partes desde diciembre de 1965 a abril de 1966.
La política editorial de Pohl de publicar una historia de un escritor nuevo en cada número permitió conformar una serie llamada If-firsts; la primera de ellas, titulada Once Around Arcturus de Joseph L. Green que trataba sobre el noviazgo entre un hombre y una mujer de diferentes planetas, apareció en la edición de septiembre de 1962. Varios de los autores que aparecieron en If-firsts, que fue publicada entre 1962 y 1965, se hicieron muy conocidos, incluyendo a Alexei Panshin; el más destacado fue Larry Niven, cuya primera historia titulada The Coldest Place apareció en diciembre de 1964. Niven comentó más adelante que la historia inmediatamente quedó obsoleta; la trama se basaba en el descubrimiento de que el lado oscuro de Mercurio era el lugar más frío del universo, pero las sondas espaciales habían descubierto que este planeta de hecho rotaba de forma asíncrona. Gardner Dozois también hizo su primera venta a If con The Empty Man, una historia acerca de un hombre poseído por un extraterrestre publicada en septiembre de 1966, y Gene Wolfe con Mountains Like Mice sobre un grupo de colonos abandonados en Marte que apareció en la edición de mayo de 1966.
Durante la década de 1960, la cobertura de If por lo general estaba orientada a la acción, mostrando monstruos y extraterrestres; así, las historias publicadas por Pohl tenían como destino un público juvenil. Por ejemplo, Welcome to Mars de Blish, serializada bajo el título The Hour Before Earthrise entre julio y septiembre de 1966, se centraba en la historia de un genio adolescente cuyo dispositivo de antigravedad lo dejaba varado junto a su novia en Marte. Ashley ha sugerido que If trataba de adquirir lectores desde los nuevos fanes de la ciencia ficción que habían sido introducidos al género a través de la televisión, en particular, a través de las populares series de televisión de la década de 1960 Doctor Who y Star Trek. If también publicó una columna de cartas, con debates más orientados a los fanes que otras revistas, y entre 1966 y 1968 una columna de Lin Carter introdujo a los lectores diversos aspectos relacionados al fandom de la ciencia ficción. Estas características probablemente también apelaron a un segmento más joven.

## Antecedentes bibliográficos
If fue una revista en formato digest a lo largo de toda su existencia. Comenzó con 164 páginas y tras cinco ediciones, se redujo a 124 en noviembre de 1952; el número aumentó a 134 páginas con el número de julio de 1959, y nuevamente se incrementa a 164 páginas en septiembre de 1965; se mantuvo estable con este tamaño hasta el número de septiembre-octubre de 1970. La cantidad de páginas creció hasta 180 en junio de 1971, cayendo luego a 164 para el último número en diciembre de 1974.
El precio inicial fue 35 centavos; luego aumentó a 40 centavos con el número de marzo de 1963, a 50 centavos en diciembre de 1964, a 60 centavos en agosto de 1967 y finalmente, a 75 centavos con el número de septiembre-octubre de 1970. Con la edición de abril de 1972, la UPD comenzó a reemplazar el papel con cartulina en las portadas, y continuó haciéndolo hasta que la revista dejó de publicarse.
La revista se publicó cada dos meses hasta que en la edición de marzo de 1954 —seguida por la de abril de 1954— inauguró la periodicidad mensual que se prolongó hasta junio de 1955, cuando vuelve a ser bimensual en agosto de 1955, prolongándose hasta julio de 1964, con solo una irregularidad: cuando el número de febrero de 1959 fue seguido por la de julio de 1959. Después del número publicado en julio de 1964, If retornó a la periodicidad mensual hasta abril de 1970, con tres omisiones: no existieron números en septiembre de 1964, junio de 1969 y de agosto de 1969. A partir del número de mayo-junio de 1970, la edición volvió a ser cada dos meses hasta su último número a fines de 1974.